# Konrad Zdarsa
Mons. ICDr. Konrad Zdarsa (* 7. června 1944, Hainichen, Sasko, Německo) je římskokatolický biskup augsburské diecéze.

## Život

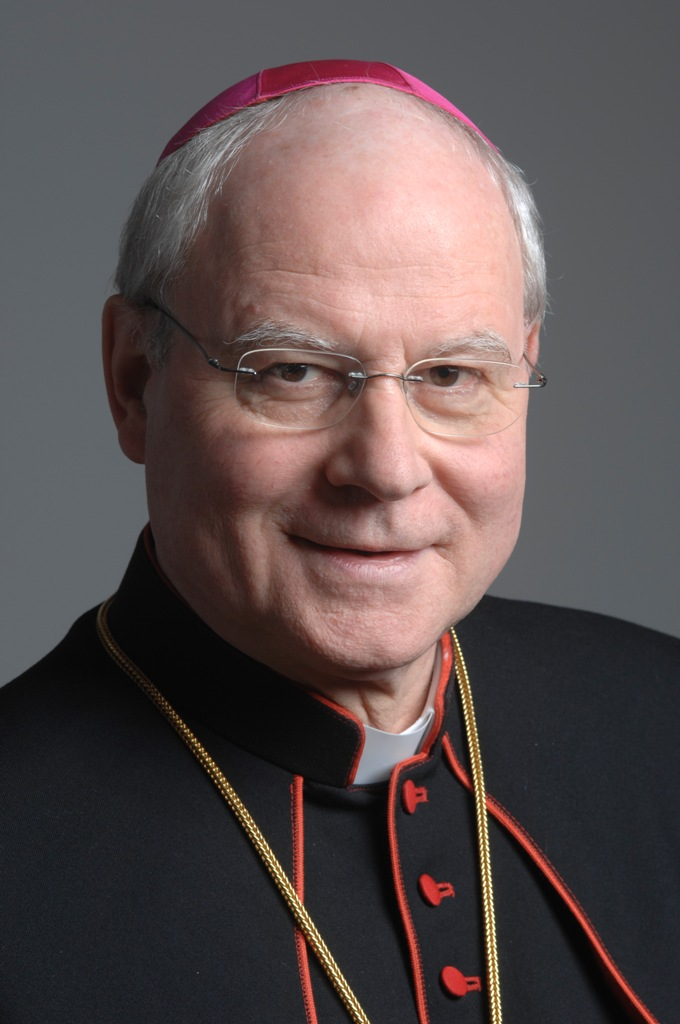
Konrad Zdarsa při oslavě 65. narozenin (11. 6. 2009)

Pochází z drážďansko-míšeňské diecéze. Svá filosofická a teologická studia dokončil v Erfurtu. Na kněze diecéze Drážďany-Míšeň byl vysvěcen 16. března 1974. Po vysvěcení působil v letech 1974–1976 jako kaplan ve farnosti Drážďany-Neustadt. Poté se stal na dva roky vikářem drážďanského Dómu a sekretářem biskupa v Drážďanech-Míšni. V letech 1977–1982 studoval na Papežské univerzitě Gregoriána, kde získal doktorát kanonického práva. V době římských studií pobýval v koleji Teutonico sv. Marie v Camposanto. Od roku 1982 spolupracoval s biskupstvím Drážďany-Míšeň a v roce 1983 byl jmenován poradcem ordinariátu a kancléřem kurie (lat. Cancellarius Curiae). V letech 1985–1991 byl farářem u Sv. Jáchyma v Freitalu. Od roku 1990 byl zároveň, kromě své služby ve farnosti, předsedou diecézní charity. V letech 1991–2001 byl proboštem proboštství sv. Jana Nepomuckého v Saské Kamenici a od roku 1993 také administrátorem farnosti v Chemnitz-Maria Hilf. Na diecézní kurii vykonával v letech 2001–2004 funkci vedoucího osobního oddělení a byl odpovědný za službu a formaci trvalých jáhnů. Stal se zároveň i diecézním ředitelem Papežského díla pro povolání. V roce 2004 byl jmenován generálním vikářem v drážďansko-míšeňské diecézi a nadále mu zůstala funkce vedoucího osobního oddělení. Dne 24. dubna 2007 byl papežem jmenován biskupem v Görlitz. Biskupské svěcení přijal 23. června 2007. Dne 8. července 2010 Zdarsu papež Benedikt XVI. jmenoval diecézním biskupem v Augsburgu.